# Lista över Storbritanniens premiärministrar
- Övre bilden till vänster: Robert Walpole brukar anses som den 'de-facto' första premiärminister i Storbritannien.
- Övre bilden till höger: Winston Churchill var premiärminister under andra världskriget.
- Nedre bilden till vänster: Margaret Thatcher var den första kvinnliga premiärministern.
- Nedre bilden till höger: Rishi Sunak den första personen med asiatisk påbrå att bli premiärminister i Storbritannien.

Storbritanniens premiärminister är den politiska ledaren i Storbritannien och ledare för Hans Majestäts regering. Det finns inget specifikt datum för när ämbetet som premiärminister inrättades eftersom det inte var ett ämbete som skapades vid ett specifikt tillfälle, utan rollen utvecklades och formerades över en lång tidsperiod. Den första gången termen premiärminister användes, om än informellt, var för Robert Walpole under 1730-talet. Termen användes i Storbritanniens parlament så tidigt som i början av 1800-talet och började användas permanent från 1880-talet.
Nutida historiker brukar räkna Robert Walpole, som ledde Storbritanniens regering under 20 år med start från 1721, som den första premiärministern. Walpole är också den som under längst tid innehaft detta ämbete. Samtidigt räknas William Pitt d.y. som Förenade kungariket Storbritannien och Irlands första premiärminister eftersom han innehade ämbetet när länderna förenades den 1 januari 1801. Den första premiärministern att använda titeln i en officiell handling var Benjamin Disraeli som under 1878 signerade Berlinfördraget med titeln: "Hennes Brittiska Majestäts Premiärminister".
År 1905 gavs ämbetet som premiärminister officiellt erkännande i den brittiska rangordningen, med den då sittande Henry Campbell-Bannerman som den förste personen att officiellt refereras till som "premiärminister".
Den första premiärministern i det nuvarande Förenade kungariket Storbritannien och Nordirland, som formades efter att Irland förklarat sig självständiga 1922, var Bonaw Law. Detta även om landet formellt sett inte bytte till det nuvarande namnet förrän 1927 när Stanley Baldwin var premiärminister. Den nuvarande premiärministern är Keir Starmer.

## Lista över Storbritanniens premiärministrar
| Porträtt                                                          | Porträtt                                                                    | Premiärminister (Livslängd)                                                                                          | Ämbetstid        | Ämbetstid           | Ämbetstid           | Mandat | Andra ministerportföljer under tiden som premiärminister                                                        | Politiskt parti | Ministär                               | Monark                            |
| Porträtt                                                          | Porträtt                                                                    | Premiärminister (Livslängd)                                                                                          | Tillträdde       | Avgick              | Tidsspan            | Mandat | Andra ministerportföljer under tiden som premiärminister                                                        | Politiskt parti | Ministär                               | Monark                            |
| ----------------------------------------------------------------- | --------------------------------------------------------------------------- | --- | ---------------- | ------------------- | ------------------- | --- | --- | --- | -------------------------------------- | --------------------------------- |
|                                                                   | Robert Walpole                                                              | Robert Walpole Ledamot för King's Lynn (1676–1745)                                                                   | 3 april 1721     | 11 februari 1742    | 20 år och 314 dagar | 1722 | - Finansminister - Förste skattkammarlord - Ledare för Underhuset                                               | Whigspartiet | Walpole–Townshend                      | George I 1714–1727                |
| 1727                                                              | Robert Walpole                                                              | Robert Walpole Ledamot för King's Lynn (1676–1745)                                                                   | 3 april 1721     | 11 februari 1742    | 20 år och 314 dagar | George II 1727–1760 | - Finansminister - Förste skattkammarlord - Ledare för Underhuset                                               | Whigspartiet | Walpole–Townshend                      |                                   |
| 1734                                                              | Robert Walpole                                                              | Robert Walpole Ledamot för King's Lynn (1676–1745)                                                                   | 3 april 1721     | 11 februari 1742    | 20 år och 314 dagar | George II 1727–1760 | - Finansminister - Förste skattkammarlord - Ledare för Underhuset                                               | Whigspartiet | Walpole                                |                                   |
| 1741                                                              | Robert Walpole                                                              | Robert Walpole Ledamot för King's Lynn (1676–1745)                                                                   | 3 april 1721     | 11 februari 1742    | 20 år och 314 dagar | George II 1727–1760 | - Finansminister - Förste skattkammarlord - Ledare för Underhuset                                               | Whigspartiet | Walpole                                |                                   |
| Spencer Compton                                                   | Spencer Compton 1:e Earlen av Wilmington (Överhuset) (1673–1743)            | 16 februari 1742 | 2 juli 1743      | 1 år och 136 dagar  | —                   | George II 1727–1760 | - Förste skattkammarlord                                                                                        | Whigspartiet | Carteret                               |                                   |
| Henry Pelham                                                      | Henry Pelham Ledamot för Sussex (1694–1754)                                 | 27 augusti 1743 | 6 mars 1754      | 10 år och 191 dagar | —                   | George II 1727–1760 | - Finansminister - Förste skattkammarlord - Ledare för Underhuset                                               | Whigspartiet | Broad Bottom I                         |                                   |
| Henry Pelham                                                      | Henry Pelham Ledamot för Sussex (1694–1754)                                 | 27 augusti 1743 | 6 mars 1754      | 10 år och 191 dagar | 1747                | George II 1727–1760 | - Finansminister - Förste skattkammarlord - Ledare för Underhuset                                               | Whigspartiet | Broad Bottom II                        |                                   |
| Thomas Pelham-Holles                                              | Thomas Pelham-Holles 1:e Hertigen av Newcastle (Överhuset) (1693–1768)      | 16 mars 1754 | 11 movember 1756 | 2 år och 240 dagar  | 1754                | George II 1727–1760 | - Förste skattkammarlord - Ledare för Överhuset                                                                 | Whigspartiet | Newcastle I                            |                                   |
| William Cavendish                                                 | William Cavendish 4:e Hertigen av Devonshire (Överhuset) (1720–1764)        | 16 november 1756 | 29 juni 1757     | 0 år och 225 dagar  | —                   | George II 1727–1760 | - Förste skattkammarlord - Ledare för Överhuset - Kommissionär för Irlands statskassa                           | Whigspartiet | Pitt–Devonshire I                      |                                   |
| William Cavendish                                                 | William Cavendish 4:e Hertigen av Devonshire (Överhuset) (1720–1764)        | 16 november 1756 | 29 juni 1757     | 0 år och 225 dagar  | —                   | George II 1727–1760 | - Förste skattkammarlord - Ledare för Överhuset - Kommissionär för Irlands statskassa                           | Whigspartiet | Pitt–Devonshire II (övergångsregering) |                                   |
| Thomas Pelham-Holles                                              | Thomas Pelham-Holles 1:e Hertigen av Newcastle (Överhuset) (1693–1768)      | 29 juni 1757 | 26 maj 1762      | 4 år och 331 dagar  | 1761                | George II 1727–1760 | - Förste skattkammarlord - Ledare för Överhuset                                                                 | Whigspartiet | Pitt–Newcastle                         |                                   |
| Thomas Pelham-Holles                                              | Thomas Pelham-Holles 1:e Hertigen av Newcastle (Överhuset) (1693–1768)      | 29 juni 1757 | 26 maj 1762      | 4 år och 331 dagar  | 1761                | Bute–Newcastle (Tory–Whigs) | - Förste skattkammarlord - Ledare för Överhuset                                                                 | Whigspartiet | George III 1760–1820                   |                                   |
|                                                                   | John Stuart                                                                 | John Stuart 3:e Earlen av Bute (Överhuset) (1713–1792)                                                               | 26 maj 1762      | 8 april 1763        | 0 år och 317 dagar  | — | - Förste skattkammarlord - Ledaer för Överhuset                                                                 | Torypartiet | George III 1760–1820                   | Bute                              |
|                                                                   | George Grenville                                                            | George Grenville Ledamot för Buckingham (1712–1770)                                                                  | 16 april 1763    | 10 juli 1765        | 2 år och 85 dagar   | — | - Finansminister - Förste skattkammarlord - Ledaer för Underhuset                                               | Whigspartiet (Grenvillite) | George III 1760–1820                   | Grenville                         |
| Charles Watson-Wentworth                                          | Charles Watson-Wentworth 2:e Markis av Rockingham Överhuset (1730–1782)     | 13 juli 1765 | 30 juli 1766     | 1 år och 17 dagar   | —                   | - Förste skattkammarlord - Ledare för Överhuset | Whigspartiet (Rockinghamite)                                                                                    | Rockingham I | George III 1760–1820                   |                                   |
| William Pitt the Elder                                            | William Pitt d.ä. Elder 1:e Earlen av Chatham (Överhuset) (1708–1778)       | 30 juli 1766 | 14 oktober 1768  | 2 år och 76 dagar   | 1768                | - Lordsigillbevarare | Whigspartiet (Chathamite)                                                                                       | Chatham | George III 1760–1820                   |                                   |
| Augustus FitzRoy                                                  | Augustus FitzRoy 3:e Hertigen av Grafton (Överhuset) (1735–1811)            | 14 oktober 1768 | 28 januari 1770  | 1 år och 106 dagar  | —                   | - Förste skattkammarlord - Ledare för Överhuset | Whigspartiet (Chathamite)                                                                                       | Grafton | George III 1760–1820                   |                                   |
|                                                                   | Frederick North, Lord North                                                 | Frederick North Lord North Ledamot för Banbury (1732–1792)                                                           | 28 januari 1770  | 27 mars 1782        | 12 år och 58 dagar  | 1774 | - Finansminister - Förste skattkammarlord - Ledare för Underhuset                                               | Torypartiet (Northite) | George III 1760–1820                   | North                             |
| 1780                                                              | Frederick North, Lord North                                                 | Frederick North Lord North Ledamot för Banbury (1732–1792)                                                           | 28 januari 1770  | 27 mars 1782        | 12 år och 58 dagar  | | - Finansminister - Förste skattkammarlord - Ledare för Underhuset                                               | Torypartiet (Northite) | George III 1760–1820                   | North                             |
|                                                                   | Charles Watson-Wentworth                                                    | Charles Watson-Wentworth 2:e Markis av Rockingham (1730–1782)                                                        | 27 mars 1782     | 1 juli 1782         | 0 år och 96 dagar   | — | - Förste skattkammarlord                                                                                        | Whigspartiet (Rockinghamite) | George III 1760–1820                   | Rockingham II                     |
| William Petty                                                     | William Petty 2:e Earlen av Shelburne (Överhuset) (1737–1805)               | 4 juli 1782 | 26 mars 1783     | 0 år och 265 dagar  | —                   | - Förste skattkammarlord - Ledare för Överhuset | Whigspartiet (Chathamite)                                                                                       | Shelburne | George III 1760–1820                   |                                   |
| William Cavendish-Bentinck                                        | William Cavendish-Bentinck 3:e Hertigen av Portland (Överhuset) (1738–1809) | 2 april 1783 | 18 december 1783 | 0 år och 260 dagar  | —                   | - Förste skattkammarlord - Ledare för Överhuset | Whigspartiet | Fox–North | George III 1760–1820                   |                                   |
|                                                                   | William Pitt the Younger                                                    | William Pitt d.y. Ledamot för Appleby, senare Cambridge University (1759–1806)                                       | 19 december 1783 | 14 mars 1801        | 17 år och 85 dagar  | 1784 | - Finansminister - Förste skattkammarlord - Ledare för Underhuset                                               | Torypartiet (Pittite) | George III 1760–1820                   | Pitt I                            |
| 1790                                                              | William Pitt the Younger                                                    | William Pitt d.y. Ledamot för Appleby, senare Cambridge University (1759–1806)                                       | 19 december 1783 | 14 mars 1801        | 17 år och 85 dagar  | | - Finansminister - Förste skattkammarlord - Ledare för Underhuset                                               | Torypartiet (Pittite) | George III 1760–1820                   | Pitt I                            |
| 1796                                                              | William Pitt the Younger                                                    | William Pitt d.y. Ledamot för Appleby, senare Cambridge University (1759–1806)                                       | 19 december 1783 | 14 mars 1801        | 17 år och 85 dagar  | | - Finansminister - Förste skattkammarlord - Ledare för Underhuset                                               | Torypartiet (Pittite) | George III 1760–1820                   | Pitt I                            |
| Henry Addington                                                   | Henry Addington Ledamot for Devizes (1757–1844)                             | 17 mars 1801 | 10 Maj 1804      | 3 år och 54 dagar   | 1801                | - Finansminister - Förste skattkammarlord - Ledare för Underhuset                                                                                       | Torypartiet (Addingtonian)                                                                                      | Addington | George III 1760–1820                   |                                   |
| Henry Addington                                                   | Henry Addington Ledamot for Devizes (1757–1844)                             | 17 mars 1801 | 10 Maj 1804      | 3 år och 54 dagar   | 1802                | - Finansminister - Förste skattkammarlord - Ledare för Underhuset                                                                                       | Torypartiet (Addingtonian)                                                                                      | Addington | George III 1760–1820                   |                                   |
| William Pitt the Younger                                          | William Pitt d.y. Ledamot för Cambridge University (1759–1806)              | 10 maj 1804 | 23 januri 1806   | 1 år och 258 dagar  | —                   | - Finansminister - Förste skattkammarlord - Ledare för Underhuset                                                                                       | Torypartiet (Pittite)                                                                                           | Pitt II | George III 1760–1820                   |                                   |
|                                                                   | William Grenville                                                           | William Grenville 1:e Baron Grenville (Överhuset) (1759–1834)                                                        | 11 februari 1806 | 25 mars 1807        | 1 år och 42 dagar   | 1806 | - Förste skattkammarlord - Ledare för Överhuset                                                                 | Whigspartiet | George III 1760–1820                   | Regeringen Grenville (Whigs–Tory) |
|                                                                   | William Cavendish-Bentinck                                                  | William Cavendish-Bentinck 3:e Hertigen av Portland (Överhuset) (1738–1809)                                          | 31 mars 1807     | 4 oktober 1809      | 2 år och 187 dagar  | 1807 | - Förste skattkammarlord                                                                                        | Torypartiet (Pittite) | George III 1760–1820                   | Portland II                       |
| Spencer Perceval                                                  | Spencer Perceval Ledamot för Northampton (1762–1812)                        | 4 oktober 1809 | 11 May 1812      | 2 år och 220 dagar  | —                   | - Kansler för hertigdömet Lancaster - Finansminister - Kommissionär för Irlands statskassa (1810–1812) - Förste skattkammarlord - Ledare för Underhuset | Perceval | Torypartiet (Pittite) | George III 1760–1820                   |                                   |
| Robert Jenkinson                                                  | Robert Jenkinson 2:e Earlen av Liverpool (Överhuset) (1770–1828)            | 8 juni 1812 | 9 april 1827     | 14 år och 305 dagar | 1812                | - Förste skattkammarlord - Ledare för Överhuset | Liverpool | Torypartiet (Pittite) | George III 1760–1820                   |                                   |
| Robert Jenkinson                                                  | Robert Jenkinson 2:e Earlen av Liverpool (Överhuset) (1770–1828)            | 8 juni 1812 | 9 april 1827     | 14 år och 305 dagar | 1818                | - Förste skattkammarlord - Ledare för Överhuset | Liverpool | Torypartiet (Pittite) | George IV 1820–1830                    |                                   |
| Robert Jenkinson                                                  | Robert Jenkinson 2:e Earlen av Liverpool (Överhuset) (1770–1828)            | 8 juni 1812 | 9 april 1827     | 14 år och 305 dagar | 1820                | - Förste skattkammarlord - Ledare för Överhuset | Liverpool | Torypartiet (Pittite) | George IV 1820–1830                    |                                   |
| Robert Jenkinson                                                  | Robert Jenkinson 2:e Earlen av Liverpool (Överhuset) (1770–1828)            | 8 juni 1812 | 9 april 1827     | 14 år och 305 dagar | 1826                | - Förste skattkammarlord - Ledare för Överhuset | Liverpool | Torypartiet (Pittite) | George IV 1820–1830                    |                                   |
| George Canning                                                    | George Canning Ledamot för Seaford (1770–1827)                              | 12 april 1827 | 8 augusti 1827   | 0 år och 118 dagar  | —                   | - Finansminister - Förste skattkammarlord - Ledare för Underhuset                                                                                       | Torypartiet | Canning (Tory–Whigs) | George IV 1820–1830                    |                                   |
| F. J. Robinson                                                    | Frederick John Robinson 1:e Vicomte Goderich (Överhuset) (1782–1859)        | 31 augusti 1827 | 8 januari 1828   | 0 år och 130 dagar  | —                   | - Förste skattkammarlord - Ledare för Överhuset | Torypartiet | Goderich | George IV 1820–1830                    |                                   |
| Arthur Wellesley, 1st Duke of Wellington                          | Arthur Wellesley 1:e Hertigen av Wellington (Överhuset) (1769–1852)         | 22 januari 1828 | 16 november 1830 | 2 år och 298 dagar  | —                   | - Förste skattkammarlord - Ledare för Överhuset | Torypartiet | Wellington–Peel | George IV 1820–1830                    |                                   |
| Arthur Wellesley, 1st Duke of Wellington                          | Arthur Wellesley 1:e Hertigen av Wellington (Överhuset) (1769–1852)         | 22 januari 1828 | 16 november 1830 | 2 år och 298 dagar  | (1830)              | - Förste skattkammarlord - Ledare för Överhuset | Torypartiet | Wellington–Peel | William IV 1830–1837                   |                                   |
|                                                                   | Charles Grey, 2nd Earl Grey                                                 | Charles Grey 2:e Earlen Grey (Överhuset) (1764–1845)                                                                 | 22 november 1830 | 9 juli 1834         | 3 år och 229 dagar  | 1831 | - Förste skattkammarlord - Ledare för Överhuset                                                                 | Whigspartiet | William IV 1830–1837                   | Grey                              |
| 1832                                                              | Charles Grey, 2nd Earl Grey                                                 | Charles Grey 2:e Earlen Grey (Överhuset) (1764–1845)                                                                 | 22 november 1830 | 9 juli 1834         | 3 år och 229 dagar  | | - Förste skattkammarlord - Ledare för Överhuset                                                                 | Whigspartiet | William IV 1830–1837                   | Grey                              |
| William Lamb, 2nd Viscount Melbourne                              | William Lamb 2:e Vicomte Melbourne (Överhuset) (1779–1848)                  | 16 juli 1834 | 14 november 1834 | 0 år och 121 dagar  | —                   | - Förste skattkammarlord - Ledare för Överhuset | Melbourne I | Whigspartiet | William IV 1830–1837                   |                                   |
|                                                                   | photograph                                                                  | Arthur Wellesley 1:e Hertigen av Wellington (Överhuset) (1769–1852)                                                  | 17 november 1834 | 9 december 1834     | 0 år och 22 dagar   | (—) | - Förste skattkammarlord - Ledare för Överhuset - Utrikesminister - Inrikesminister - Krigs- och koloniminister | Torypartiet | William IV 1830–1837                   | Wellington (övergångsregering)    |
|                                                                   | Robert Peel                                                                 | Robert Peel Ledamot för Tamworth (1788–1850)                                                                         | 10 december 1834 | 8 april 1835        | 0 år och 119 dagar  | (—) | - Finansminister - Förste skattkammarlord - Ledare för Underhuset                                               | Konservativa partiet | William IV 1830–1837                   | Peel I                            |
|                                                                   | William Lamb, 2nd Viscount Melbourne                                        | William Lamb 2:e Vicomte Melbourne (Överhuset) (1779–1848)                                                           | 18 april 1835    | 30 augusti 1841     | 6 år och 134 dagar  | 1835 | - Förste skattkammarlord - Ledare för Överhuset                                                                 | Whigspartiet | William IV 1830–1837                   | Melbourne II                      |
| 1837                                                              | William Lamb, 2nd Viscount Melbourne                                        | William Lamb 2:e Vicomte Melbourne (Överhuset) (1779–1848)                                                           | 18 april 1835    | 30 augusti 1841     | 6 år och 134 dagar  | Victoria 1837–1901 | - Förste skattkammarlord - Ledare för Överhuset                                                                 | Whigspartiet |                                        | Melbourne II                      |
|                                                                   | Robert Peel                                                                 | Robert Peel Ledamot för Tamworth (1788–1850)                                                                         | 30 augusti 1841  | 29 juni 1846        | 4 år och 303 dagar  | Victoria 1837–1901 | 1841 | - Förste skattkammarlord - Ledare för Underhuset                                                                                 | Konservativa partiet                   | Peel II                           |
|                                                                   | photograph                                                                  | Lord John Russell Ledamot för City of London (1792–1878)                                                             | 30 juni 1846     | 21 februari 1852    | 5 år och 236 dagar  | Victoria 1837–1901 | (1847) | - First Lord of the Treasury - Leader of the House of Commons                                                                    | Whigpsartiet                           | Russell I                         |
|                                                                   | engraving                                                                   | Edward Smith-Stanley 14:e Earlen av Derby (Överhuset) (1799–1869)                                                    | 23 februari 1852 | 17 december 1852    | 0 år och 298 dagar  | Victoria 1837–1901 | 1852 | - Förste skattkammarlord - Ledare för Överhuset                                                                                  | Konservativa partiet                   | Derby-Disraeli I                  |
|                                                                   | engraving                                                                   | George Hamilton-Gordon 4:e Earlen av Aberdeen (Överhuset) (1784–1860)                                                | 19 december 1852 | 30 januari 1855     | 2 år och 42 dagar   | Victoria 1837–1901 | (—) | - Förste skattkammarlord - Ledare för Överhuset                                                                                  | Peeliter                               | Aberdeen (Peeliter–Whig–m.fl.)    |
|                                                                   | photograph                                                                  | Henry John Temple 3:e Vicomte Palmerston Ledamot för Tiverton (1784–1865)                                            | 6 februari 1855  | 19 februari 1858    | 3 år och 13 dagar   | Victoria 1837–1901 | 1857 | - Förste skattkammarlord - Ledare för Underhuset                                                                                 | Whigspartiet                           | Palmerston I                      |
|                                                                   | engraving                                                                   | Edward Smith-Stanley 14:e Earlen av Derby (Överhuset) (1799–1869)                                                    | 20 februari 1858 | 11 juni 1859        | 1 år och 111 dagar  | Victoria 1837–1901 | (—) | - Förste skattkammarlord - Ledare för Överhuset                                                                                  | Konservativa partiet                   | Derby–Disraeli II                 |
|                                                                   | photograph                                                                  | Henry John Temple 3:e Vicomte Palmerston Ledamot för Tiverton (1784–1865)                                            | 12 juni 1859     | 18 oktober 1865     | 6 år och 128 dagar  | Victoria 1837–1901 | 1859 | - Förste skattkammarlord - Ledare för Underhuset                                                                                 | Liberala partiet                       | Palmerston II                     |
| 1865                                                              | photograph                                                                  | Henry John Temple 3:e Vicomte Palmerston Ledamot för Tiverton (1784–1865)                                            | 12 juni 1859     | 18 oktober 1865     | 6 år och 128 dagar  | Victoria 1837–1901 | | - Förste skattkammarlord - Ledare för Underhuset                                                                                 | Liberala partiet                       | Palmerston II                     |
| photograph                                                        | John Russell 1:a Earlen Russell (Överhuset) (1792–1878)                     | 29 oktober 1865 | 26 juni 1866     | 0 år och 240 dagar  | —                   | Victoria 1837–1901 | - Förste skattkammarlord - Ledare för Överhuset                                                                 | Russell II | Liberala partiet                       |                                   |
|                                                                   | engraving                                                                   | Edward Smith-Stanley 14:e Earlen av Derby (Överhuset) (1799–1869)                                                    | 28 juni 1866     | 25 februari 1868    | 1 år och 242 dagar  | Victoria 1837–1901 | (—) | - Förste skattkammarlord - Ledare för Överhuset                                                                                  | Konservativa partiet                   | Derby–Disraeli III                |
| photograph                                                        | Benjamin Disraeli Ledamot för Buckinghamshire (1804–1881)                   | 27 februari 1868 | 1 december 1868  | 0 år och 278 dagar  | (—)                 | Victoria 1837–1901 | - Förste skattkammarlord - Ledare för Underhuset                                                                | | Konservativa partiet                   | Derby–Disraeli III                |
|                                                                   | photograph                                                                  | William Ewart Gladstone Ledamot för Midlothian (1809–1898)                                                           | 3 december 1868  | 17 februari 1874    | 5 år och 76 dagar   | Victoria 1837–1901 | 1868 | - Finansminister (1873–1874) - Förste skattkammarlord - Ledare för Underhuset                                                    | Liberala partiet                       | Gladstone I                       |
|                                                                   | photograph                                                                  | Benjamin Disraeli Ledamot för Buckinghamshire (till 1876) Earlen av Beaconsfield (Överhuset) (från 1876) (1804–1881) | 20 februari 1874 | 21 april 1880       | 6 år och 61 dagar   | Victoria 1837–1901 | 1874 | - Förste skattkammarlord - Ledare för Underhuset (1874–1876) - Ledare för Överhuset (1876–1880) - Lordsigillbevarare (1876–1878) | Konservativa partiet                   | Disraeli II                       |
|                                                                   | photograph                                                                  | William Ewart Gladstone Ledamot för Midlothian (1809–1898)                                                           | 23 april 1880    | 9 juni 1885         | 5 år och 47 dagar   | Victoria 1837–1901 | 1880 | - Finansminister (1880–1882) - Förste skattkammarlord - Ledare för Underhuset                                                    | Liberala partiet                       | Gladstone II                      |
|                                                                   | photograph                                                                  | Robert Gascoyne-Cecil 3:e Markis av Salisbury (Överhuset) (1830–1903)                                                | 23 juni 1885     | 28 januari 1886     | 0 år och 219 dagar  | Victoria 1837–1901 | (—) | - Ledare för Överhuset - Utrikesminister (1887–1892)                                                                             | Konservativa partiet                   | Salisbury I                       |
|                                                                   | photograph                                                                  | William Ewart Gladstone Ledamot för Midlothian (1809–1898)                                                           | 1 februari 1886  | 20 juli 1886        | 0 år och 169 dagar  | Victoria 1837–1901 | (1885) | - Förste skattkammarlord - Ledare för Underhuset - Lordsigillbevarare                                                            | Liberala partiet                       | Gladstone III                     |
|                                                                   | photograph                                                                  | Robert Gascoyne-Cecil 3:e Markis av Salisbury (Överhuset) (1830–1903)                                                | 25 juli 1886     | 11 augusti 1892     | 6 år och 17 dagar   | Victoria 1837–1901 | (1886) | - Förste skattkammarlord (1886–1887) - Ledare för Överhuset - Utrikesminister (1887–1892)                                        | Konservativa partiet                   | Salisbury II                      |
|                                                                   | photograph                                                                  | William Ewart Gladstone Ledamot för Midlothian (1809–1898)                                                           | 15 augusti 1892  | 2 mars 1894         | 1 år och 199 dagar  | Victoria 1837–1901 | (1892) | - Förste skattkammarlord - Ledare för Underhuset - Lordsigillbevarare                                                            | Liberala partiet                       | Gladstone IV                      |
| photograph                                                        | Archibald Primrose 5:e Earlen av Rosebery (Överhuset) (1847–1929)           | 5 mars 1894 | 22 juni 1895     | 1 år och 109 dagar  | (—)                 | Victoria 1837–1901 | - Förste skattkammarlord - Ledare för Överhuset - Lordpresident                                                 | Rosebery | Liberala partiet                       |                                   |
|                                                                   | photograph                                                                  | Robert Gascoyne-Cecil 3:e Markis av Salisbury (Överhuset) (1830–1903)                                                | 25 juni 1895     | 11 juli 1902        | 7 år och 16 dagar   | Victoria 1837–1901 | 1895 | - Ledare för Överhuset - Lordsigillbevarare (1900–1902) - Utrikesminister (1895–1900)                                            | Konservativa partiet                   | Salisbury III (Con–Lib.U)         |
| 1900                                                              | photograph                                                                  | Robert Gascoyne-Cecil 3:e Markis av Salisbury (Överhuset) (1830–1903)                                                | 25 juni 1895     | 11 juli 1902        | 7 år och 16 dagar   | Victoria 1837–1901 | Salisbury IV (Con–Lib.U)                                                                                        | - Ledare för Överhuset - Lordsigillbevarare (1900–1902) - Utrikesminister (1895–1900)                                            | Konservativa partiet                   |                                   |
| 1900                                                              | photograph                                                                  | Robert Gascoyne-Cecil 3:e Markis av Salisbury (Överhuset) (1830–1903)                                                | 25 juni 1895     | 11 juli 1902        | 7 år och 16 dagar   | Edward VII 1901–1910 | Salisbury IV (Con–Lib.U)                                                                                        | - Ledare för Överhuset - Lordsigillbevarare (1900–1902) - Utrikesminister (1895–1900)                                            | Konservativa partiet                   |                                   |
| photograph                                                        | Arthur Balfour Ledamot för Manchester East (1848–1930)                      | 12 juli 1902 | 4 december 1905  | 3 år och 145 dagar  | —                   | - Förste skattkammarlord - Ledare för Underhuset - Lordsigillbevarare (1902–1903)                                                                       | Balfour (Con–Lib.U)                                                                                             | | Konservativa partiet                   |                                   |
|                                                                   | photograph                                                                  | Henry Campbell-Bannerman Ledamot för Stirling Burghs (1836–1908)                                                     | 5 december 1905  | 3 april 1908        | 2 år och 120 dagar  | 1906 | - Förste skattkammarlord - Ledare för Underhuset för                                                            | Liberala partiet | Campbell-Bannerman                     |                                   |
| photograph                                                        | H. H. Asquith Ledamot för East Fife (1852–1928)                             | 8 april 1908 | 5 december 1916  | 8 år och 242 dagar  | —                   | - Förste skattkammarlord - Ledare för Underhuset - Krigsminister (1914)                                                                                 | Asquith I | Liberala partiet |                                        |                                   |
| photograph                                                        | H. H. Asquith Ledamot för East Fife (1852–1928)                             | 8 april 1908 | 5 december 1916  | 8 år och 242 dagar  | (Januari 1910)      | - Förste skattkammarlord - Ledare för Underhuset - Krigsminister (1914)                                                                                 | Asquith II | Liberala partiet | George V 1910–1936                     |                                   |
| photograph                                                        | H. H. Asquith Ledamot för East Fife (1852–1928)                             | 8 april 1908 | 5 december 1916  | 8 år och 242 dagar  | (December 1910)     | - Förste skattkammarlord - Ledare för Underhuset - Krigsminister (1914)                                                                                 | Asquith III | Liberala partiet | George V 1910–1936                     |                                   |
| photograph                                                        | H. H. Asquith Ledamot för East Fife (1852–1928)                             | 8 april 1908 | 5 december 1916  | 8 år och 242 dagar  | (—)                 | - Förste skattkammarlord - Ledare för Underhuset - Krigsminister (1914)                                                                                 | Asquith IV (Lib–Con–m.fl.)                                                                                      | Liberala partiet | George V 1910–1936                     |                                   |
| photograph                                                        | David Lloyd George Ledamot för Caernarvon Boroughs (1863–1945)              | 6 december 1916 | 19 oktober 1922  | 5 år och 317 dagar  | (—)                 | - Förste skattkammarlord | Lloyd George I (krigsregering)                                                                                  | Liberala partiet | George V 1910–1936                     |                                   |
| photograph                                                        | David Lloyd George Ledamot för Caernarvon Boroughs (1863–1945)              | 6 december 1916 | 19 oktober 1922  | 5 år och 317 dagar  | 1918                | - Förste skattkammarlord | Lloyd George II (Lib–Con)                                                                                       | Liberala partiet | George V 1910–1936                     |                                   |
|                                                                   | photograph                                                                  | Bonar Law Ledamot för Glasgow Central (1858–1923)                                                                    | 23 oktober 1922  | 20 maj 1923         | 0 år och 209 dagar  | 1922 | - Förste skattkammarlord - Ledare för Underhuset                                                                | Konservativa partiet | George V 1910–1936                     | Law                               |
| photograph                                                        | Stanley Baldwin Ledamot för Bewdley (1867–1947)                             | 22 maj 1923 | 22 januari 1924  | 0 år och 245 dagar  | —                   | - Finansminister (1923) - Förste skattkammarlord - Ledare för Underhuset                                                                                | Konservativa partiet                                                                                            | Baldwin I | George V 1910–1936                     |                                   |
|                                                                   | photograph                                                                  | Ramsay MacDonald Ledamot för Aberavon (1866–1937)                                                                    | 22 januari 1924  | 4 november 1924     | 0 år och 287 dagar  | (1923) | - Förste skattkammarlord - Ledare för Underhuset - Utrikesminister                                              | Labourpartiet | George V 1910–1936                     | MacDonald I                       |
|                                                                   | photograph                                                                  | Stanley Baldwin Ledamot för Bewdley (1867–1947)                                                                      | 4 november 1924  | 4 juni 1929         | 4 år och 212 dagar  | 1924 | - Förste skattkammarlord - Ledare för Underhuset                                                                | Konservativa partiet | George V 1910–1936                     | Baldwin II                        |
|                                                                   | photograph                                                                  | Ramsay MacDonald Ledamot för Seaham (1866–1937)                                                                      | 5 juni 1929      | 7 juni 1935         | 6 år och 2 dagar    | (1929) | - Förste skattkammarlord - Ledare för Underhuset                                                                | Labourpartiet | George V 1910–1936                     | MacDonald II                      |
|                                                                   | photograph                                                                  | Ramsay MacDonald Ledamot för Seaham (1866–1937)                                                                      | 5 juni 1929      | 7 juni 1935         | 6 år och 2 dagar    | (—) | - Förste skattkammarlord - Ledare för Underhuset                                                                | Nationalla Labourpartiet | George V 1910–1936                     | MacDonald III (samlingsregering)  |
| 1931                                                              | photograph                                                                  | Ramsay MacDonald Ledamot för Seaham (1866–1937)                                                                      | 5 juni 1929      | 7 juni 1935         | 6 år och 2 dagar    | MacDonald IV (samlingsregering) | - Förste skattkammarlord - Ledare för Underhuset                                                                | Nationalla Labourpartiet | George V 1910–1936                     |                                   |
|                                                                   | photograph                                                                  | Stanley Baldwin Ledamot för Bewdley (1867–1947)                                                                      | 7 juni 1935      | 28 maj 1937         | 1 år och 355 dagar  | 1935 | - Förste skattkammarlord - Ledare för Underhuset                                                                | Konservativa partiet | George V 1910–1936                     | Baldwin III (samlingsregering)    |
| Edward VIII 1936                                                  | photograph                                                                  | Stanley Baldwin Ledamot för Bewdley (1867–1947)                                                                      | 7 juni 1935      | 28 maj 1937         | 1 år och 355 dagar  | 1935 | - Förste skattkammarlord - Ledare för Underhuset                                                                | Konservativa partiet |                                        | Baldwin III (samlingsregering)    |
| George VI 1936–1952                                               | photograph                                                                  | Stanley Baldwin Ledamot för Bewdley (1867–1947)                                                                      | 7 juni 1935      | 28 maj 1937         | 1 år och 355 dagar  | 1935 | - Förste skattkammarlord - Ledare för Underhuset                                                                | Konservativa partiet |                                        | Baldwin III (samlingsregering)    |
| photograph                                                        | Neville Chamberlain Ledamot för Birmingham Edgbaston (1869–1940)            | 28 maj 1937 | 10 maj 1940      | 2 år och 348 dagar  | —                   | - Förste skattkammarlord - Ledare för Underhuset | Chamberlain I (samlingsregering)                                                                                | Konservativa partiet |                                        |                                   |
| photograph                                                        | Neville Chamberlain Ledamot för Birmingham Edgbaston (1869–1940)            | 28 maj 1937 | 10 maj 1940      | 2 år och 348 dagar  | —                   | - Förste skattkammarlord - Ledare för Underhuset | Chamberlain II (krigsregering)                                                                                  | Konservativa partiet |                                        |                                   |
| photograph                                                        | Winston Churchill Ledamot för Epping (1874–1965)                            | 10 maj 1940 | 26 juli 1945     | 5 år och 77 dagar   | —                   | - Förste skattkammarlord - Ledare för Underhuset (1940–1942) - Försvarsminister                                                                         | Churchill I (krigsregering)                                                                                     | Konservativa partiet |                                        |                                   |
| photograph                                                        | Winston Churchill Ledamot för Epping (1874–1965)                            | 10 maj 1940 | 26 juli 1945     | 5 år och 77 dagar   | —                   | - Förste skattkammarlord - Ledare för Underhuset (1940–1942) - Försvarsminister                                                                         | Churchill II (övergångsregering)                                                                                | Konservativa partiet |                                        |                                   |
|                                                                   | photograph                                                                  | Clement Attlee Ledamot för Limehouse (1883–1967)                                                                     | 26 juli 1945     | 26 oktober 1951     | 6 år och 92 dagar   | 1945 | - Förste skattkammarlord - Försvarsminister (1945–1946)                                                         | Labourpartiet | Attlee I                               |                                   |
| 1950                                                              | photograph                                                                  | Clement Attlee Ledamot för Limehouse (1883–1967)                                                                     | 26 juli 1945     | 26 oktober 1951     | 6 år och 92 dagar   | Attlee II | - Förste skattkammarlord - Försvarsminister (1945–1946)                                                         | Labourpartiet |                                        |                                   |
|                                                                   | photograph                                                                  | Winston Churchill Ledamot för Woodford (1874–1965)                                                                   | 26 oktober 1951  | 5 april 1955        | 3 år och 161 dagar  | 1951 | - Förste skattkammarlord - Försvarsminister (1951–1952)                                                         | Konservativa partiet | Churchill III                          |                                   |
| Elizabeth II 1952–2022                                            | photograph                                                                  | Winston Churchill Ledamot för Woodford (1874–1965)                                                                   | 26 oktober 1951  | 5 april 1955        | 3 år och 161 dagar  | 1951 | - Förste skattkammarlord - Försvarsminister (1951–1952)                                                         | Konservativa partiet | Churchill III                          |                                   |
| photograph                                                        | Anthony Eden Ledamot för Warwick and Leamington (1897–1977)                 | 6 april 1955 | 9 januari 1957   | 1 år och 278 dagar  | 1955                | - Förste skattkammarlord | Eden | Konservativa partiet |                                        |                                   |
| photograph                                                        | Harold Macmillan Ledamot för Bromley (1894–1986)                            | 10 januari 1957 | 18 oktober 1963  | 6 år och 281 dagar  | —                   | - Förste skattkammarlord | Macmillan I | Konservativa partiet |                                        |                                   |
| photograph                                                        | Harold Macmillan Ledamot för Bromley (1894–1986)                            | 10 januari 1957 | 18 oktober 1963  | 6 år och 281 dagar  | 1959                | - Förste skattkammarlord | Macmillan II | Konservativa partiet |                                        |                                   |
| photograph                                                        | Alec Douglas-Home Ledamot för Kinross and Western Perthshire (1903–1995)    | 18 oktober 1963 | 16 oktober 1964  | 0 år och 364 dagar  | —                   | - Förste skattkammarlord | Konservativa partiet                                                                                            | Douglas-Home |                                        |                                   |
|                                                                   | photograph                                                                  | Harold Wilson Ledamot för Huyton (1916–1995)                                                                         | 16 oktober 1964  | 19 juni 1970        | 5 år och 246 dagar  | 1964 | - Förste skattkammarlord - Minister för offentlig förvaltning (1968–1970)                                       | Labourpartiet | Wilson I                               |                                   |
| 1966                                                              | photograph                                                                  | Harold Wilson Ledamot för Huyton (1916–1995)                                                                         | 16 oktober 1964  | 19 juni 1970        | 5 år och 246 dagar  | Wilson II | - Förste skattkammarlord - Minister för offentlig förvaltning (1968–1970)                                       | Labourpartiet |                                        |                                   |
|                                                                   | photograph                                                                  | Edward Heath Ledamot för Bexley (1916–2005)                                                                          | 19 juni 1970     | 4 mars 1974         | 3 år och 258 dagar  | 1970 | - Förste skattkammarlord - Minister för offentlig förvaltning                                                   | Konservativa partiet | Heath                                  |                                   |
|                                                                   | photograph                                                                  | Harold Wilson Ledamot för Huyton (1916–1995)                                                                         | 4 mars 1974      | 5 april 1976        | 2 år och 32 dagar   | [[Parlamentsvalet i Storbritannien i februari 1974\|(Februari 1974)]]                                                                                   | - Förste skattkammarlord - Minister för offentlig förvaltning                                                   | Labourpartiet | Wilson III                             |                                   |
| [[Parlamentsvalet i Storbritannien i oktober 1974\|Oktober 1974]] | photograph                                                                  | Harold Wilson Ledamot för Huyton (1916–1995)                                                                         | 4 mars 1974      | 5 april 1976        | 2 år och 32 dagar   | Wilson IV | - Förste skattkammarlord - Minister för offentlig förvaltning                                                   | Labourpartiet |                                        |                                   |
| P.M. Callaghan                                                    | James Callaghan Ledamot för Cardiff South East (1912–2005)                  | 5 april 1976 | 4 maj 1979       | 3 år och 29 dagar   | —                   | - Förste skattkammarlord - Minister för offentlig förvaltning                                                                                           | Callaghan | Labourpartiet |                                        |                                   |
|                                                                   | P.M. Callaghan                                                              | Margaret Thatcher Ledamot för Finchley (1925–2013)                                                                   | 4 maj 1979       | 28 november 1990    | 11 år och 208 dagar | 1979 | - Förste skattkammarlord - Minister för offentlig förvaltning                                                   | Konservativa partiet | Thatcher I                             |                                   |
| 1983                                                              | P.M. Callaghan                                                              | Margaret Thatcher Ledamot för Finchley (1925–2013)                                                                   | 4 maj 1979       | 28 november 1990    | 11 år och 208 dagar | Thatcher II | - Förste skattkammarlord - Minister för offentlig förvaltning                                                   | Konservativa partiet |                                        |                                   |
| 1987                                                              | P.M. Callaghan                                                              | Margaret Thatcher Ledamot för Finchley (1925–2013)                                                                   | 4 maj 1979       | 28 november 1990    | 11 år och 208 dagar | Thatcher III | - Förste skattkammarlord - Minister för offentlig förvaltning                                                   | Konservativa partiet |                                        |                                   |
|                                                                   | John Major Ledamot för Huntingdon (född 1943)                               | 28 november 1990 | 2 maj 1997       | 6 år och 155 dagar  | —                   | - Förste skattkammarlord - Minister för offentlig förvaltning                                                                                           | Major I | Konservativa partiet |                                        |                                   |
| 1992                                                              | John Major Ledamot för Huntingdon (född 1943)                               | 28 november 1990 | 2 maj 1997       | 6 år och 155 dagar  | Major II            | - Förste skattkammarlord - Minister för offentlig förvaltning                                                                                           | | Konservativa partiet |                                        |                                   |
|                                                                   | photograph                                                                  | Tony Blair Ledamot för Sedgefield (född 1953)                                                                        | 2 maj 1997       | 27 juni 2007        | 10 år och 56 dagar  | 1997 | - Förste skattkammarlord - Minister för offentlig förvaltning                                                   | Labourpartiet | Blair I                                |                                   |
| 2001                                                              | photograph                                                                  | Tony Blair Ledamot för Sedgefield (född 1953)                                                                        | 2 maj 1997       | 27 juni 2007        | 10 år och 56 dagar  | Blair II | - Förste skattkammarlord - Minister för offentlig förvaltning                                                   | Labourpartiet |                                        |                                   |
| 2005                                                              | photograph                                                                  | Tony Blair Ledamot för Sedgefield (född 1953)                                                                        | 2 maj 1997       | 27 juni 2007        | 10 år och 56 dagar  | Blair III | - Förste skattkammarlord - Minister för offentlig förvaltning                                                   | Labourpartiet |                                        |                                   |
| photograph                                                        | Gordon Brown Ledamot för Kirkcaldy and Cowdenbeath (född 1951)              | 27 juni 2007 | 11 maj 2010      | 2 år och 318 dagar  | —                   | - Förste skattkammarlord - Minister för offentlig förvaltning                                                                                           | Brown | Labourpartiet |                                        |                                   |
|                                                                   | photograph                                                                  | David Cameron Ledamot för Witney (född 1966)                                                                         | 11 maj 2010      | 13 juli 2016        | 6 år och 63 dagar   | (2010) | - Förste skattkammarlord - Minister för offentlig förvaltning                                                   | Konservativa partiet | Cameron I (Con–Lib.Dem)                |                                   |
| 2015                                                              | photograph                                                                  | David Cameron Ledamot för Witney (född 1966)                                                                         | 11 maj 2010      | 13 juli 2016        | 6 år och 63 dagar   | Cameron II | - Förste skattkammarlord - Minister för offentlig förvaltning                                                   | Konservativa partiet |                                        |                                   |
| photograph                                                        | Theresa May Ledamot för Maidenhead (född 1956)                              | 13 juli 2016 | 24 juli 2019     | 3 år och 11 dagar   | —                   | - Förste skattkammarlord - Minister för offentlig förvaltning                                                                                           | May I | Konservativa partiet |                                        |                                   |
| photograph                                                        | Theresa May Ledamot för Maidenhead (född 1956)                              | 13 juli 2016 | 24 juli 2019     | 3 år och 11 dagar   | (2017)              | - Förste skattkammarlord - Minister för offentlig förvaltning                                                                                           | May II | Konservativa partiet |                                        |                                   |
| photograph                                                        | Boris Johnson Ledamot för Uxbridge and South Ruislip (född 1964)            | 24 juli 2019 | 6 september 2022 | 3 år och 44 dagar   | (—)                 | - Förste skattkammarlord - Minister för offentlig förvaltning - Minister för unionen                                                                    | Johnson I | Konservativa partiet |                                        |                                   |
| photograph                                                        | Boris Johnson Ledamot för Uxbridge and South Ruislip (född 1964)            | 24 juli 2019 | 6 september 2022 | 3 år och 44 dagar   | 2019                | - Förste skattkammarlord - Minister för offentlig förvaltning - Minister för unionen                                                                    | Johnson II | Konservativa partiet |                                        |                                   |
| photograph                                                        | Liz Truss Ledamot för South West Norfolk (född 1975)                        | 6 september 2022 | 25 oktober 2022  | 0 år och 49 dagar   | —                   | - Förste skattkammarlord - Minister för offentlig förvaltning - Minister för unionen                                                                    | Truss | Konservativa partiet |                                        |                                   |
| photograph                                                        | Liz Truss Ledamot för South West Norfolk (född 1975)                        | 6 september 2022 | 25 oktober 2022  | 0 år och 49 dagar   | —                   | - Förste skattkammarlord - Minister för offentlig förvaltning - Minister för unionen                                                                    | Truss | Konservativa partiet | Charles III 2022–                      |                                   |
| photograph                                                        | Rishi Sunak Ledamot för Richmond (Yorks) (född 1980)                        | 25 oktober 2022 | 5 juli 2024      | 1 år och 254 dagar  | —                   | - Förste skattkammarlord - Minister för offentlig förvaltning - Minister för unionen                                                                    | Sunak | Konservativa partiet |                                        |                                   |
|                                                                   | photograph                                                                  | Keir Starmer Ledamot för Holborn and St Pancras (född 1962)                                                          | 5 juli 2024      | Nuvarande           | 0 år och 256 dagar  | 2024 | - Förste skattkammarlord - Minister för offentlig förvaltning - Minister för unionen                            | Labourpartiet | Starmer                                |                                   |

## Nu levande premiärministrar
Sedan 8 april 2013, då Margaret Thatcher avled, finns det nio premiärministrar som fortfarande lever, den mest i Storbritanniens historia:
| Premiärminister | Ämbetsperiod | Aktuell ålder       |
| --------------- | ------------ | ------------------- |
| John Major      | 1990–1997    | 81 år och 354 dagar |
| Tony Blair      | 1997–2007    | 71 år och 316 dagar |
| Gordon Brown    | 2007–2010    | 74 år och 26 dagar  |
| David Cameron   | 2010–2016    | 58 år och 160 dagar |
| Theresa May     | 2016–2019    | 68 år och 168 dagar |
| Boris Johnson   | 2019–2022    | 60 år och 272 dagar |
| Liz Truss       | 2022         | 49 år och 235 dagar |
| Rishi Sunak     | 2022–2024    | 44 år och 310 dagar |
| Keir Starmer    | 2024–nutid   | 62 år och 197 dagar |

Den senaste premiärminister som har avlidit är Margaret Thatcher (1979–90) som dog den 8 April 2013, 87 år gammal.